# Sara Allgood
Sara Allgood (Dublino, 15 ottobre 1879 – Woodland Hills, 13 settembre 1950) è stata un'attrice irlandese naturalizzata statunitense.

## Biografia
Sorella dell'attrice Maire O'Neill, Sara Allgood iniziò la carriera sulle scene di Dublino, presso l'Abbey Theatre, e fu tra i primi artisti membri della Irish National Theatre Society, con la quale recitò anche a Londra e in altre località della Gran Bretagna, suscitando l'ammirazione, tra gli altri, del drammaturgo W.B. Yeats, di cui fu un'eccellente interprete.
La Allgood debuttò sugli schermi nel 1929 e fu subito protagonista di forti personaggi di donne irlandesi, come la Mrs. White di Ricatto (1929), il primo film sonoro inglese, diretto da Alfred Hitchcock, e la moglie e madre di Giunone e il pavone (1930), sempre diretto da Hitchcock e tratto da una commedia teatrale di Sean O'Casey, ambientata a Dublino durante la rivoluzione. L'attrice interpretò il personaggio di “Juno” Boyle anche in teatro, e il ruolo della madre che cerca di tenere la testa sulle spalle di fronte alle euforiche stranezze dei suoi familiari, attratti dalle prospettive di un'imminente ricchezza, le valse il premio New York Drama Critics.
Dopo aver lavorato durante tutti gli anni trenta per il cinema britannico, la Allgood si trasferì negli Stati Uniti all'inizio degli anni quaranta e continuò ad apparire prevalentemente in ruoli di madre coraggiosa e tenace. Nel 1941 apparve nel ruolo di Mrs. Cadogan-Lyon nel film Il grande ammiraglio (1941), e di Mrs. Higgins in Il dottor Jekyll e Mr. Hyde. Nello stesso anno interpretò con grande sensibilità la parte di mamma Morgan in Com'era verde la mia valle (1941) di John Ford, ruolo che le valse una candidatura all'Oscar alla miglior attrice non protagonista (premio che andò invece a Mary Astor).
La Allgood lavorò durante tutto il decennio, partecipando a pellicole di diverso genere, come i melodrammi Sono un disertore (1942), La porta proibita (1943) e Il lutto si addice ad Elettra (1947), film di suspense come Il pensionante (1944), La scala a chiocciola (1945), e Io ho ucciso (1945), musical come L'America dei Dorsey (1947) e Come nacque il nostro amore (1947), e commedie come Il bacio di Venere (1948) e Dodici lo chiamano papà (1950), che fu una delle sue ultime interpretazioni.

## Vita privata
Sara Allgood sposò nel 1916 l'attore teatrale inglese Gerald Henson. Il matrimonio si concluse tragicamente due anni più tardi, nel 1918, quando Henson e la figlioletta avuta dalla Allgood, nata da pochi mesi, morirono entrambi per le conseguenze della spagnola, la tremenda epidemia di influenza che provocò milioni di vittime in tutto il mondo alla fine degli anni dieci.
Divenuta cittadina americana nel 1945, l'attrice morì per un attacco cardiaco il 13 settembre 1950, all'età di settant'anni, nella sua residenza californiana di Woodland Hills.

## Filmografia
- Just Peggy, regia di J.A. Lipman (1918)
- Ricatto (Blackmail), regia di Alfred Hitchcock (1929)
- To What Red Hell, regia di Edwin Greenwood (1929)
- Giunone e il pavone (Juno and the Paycock), regia di Alfred Hitchcock (1930)
- The World, the Flesh, the Devil, regia di George A. Cooper (1932)
- The Fortunate Fool, regia di Norman Walker (1933)
- Lily of Killarney, regia di Maurice Elvey (1934)
- Irish Hearts, regia di Brian Desmon Hurst (1934)
- Riders to the Sea, regia di Brian Desmon Hurst (1935)
- Il pigrone (Lazybones), regia di Michael Powell (1935)
- Peg of Old Drury, regia di Herbert Wilcox (1935)
- The Passing of the Third Floor Back, regia di Berthold Viertel (1935)
- Crime Unlimited, regia di Ralph Ince (1935) (non accreditata)
- Pot Luck, regia di Tom Walls (1936)
- Ho inventato una donna (It's Love Again), regia di Victor Saville (1936)
- Southern Roses, regia di Frederic Zelnik (1936)
- Patrizia e il dittatore (Storm in a Teacup), regia di Ian Dalrymple e Victor Saville (1937)
- Workhouse Ward (1937)
- The Coiner (1937)
- The Sky's the Limit, regia di Jack Buchanan e Lee Garmes (1938)
- The Londonderry Air, regia di Alex Bryce (1938)
- Kathleen Mavourneen, regia di Norman Lee (1938)
- La notte dell'incendio (On the Night of the Fire), regia di Brian Desmond Hurst (1939)
- Il grande ammiraglio (That Hamilton Woman), regia di Alexander Korda (1941)
- Il dottor Jekyll e Mr. Hyde (Dr. Jekyll and Mr. Hyde), regia di Victor Fleming (1941)
- Lydia, regia di Julien Duvivier (1941)
- Com'era verde la mia valle (How Green Was My Valley), regia di John Ford (1941)
- Condannatemi se vi riesce! (Roxie Hart), regia di William A. Wellman (1942)
- Sono un disertore (This Above All), regia di Anatole Litvak (1942)
- It Happened in Flatbush, regia di Ray McCarey (1942)
- The War Against Mrs. Hadley, regia di Harold S. Bucquet (1942)
- Life Begins at Eight-Thirty, regia di Irving Pichel (1942)
- Città senza uomini (City Without Men), regia di Sidney Salkow (1943)
- Per sempre e un giorno ancora (Forever and a Day), regia di Edmund Goulding e Cedric Hardwicke (1943) (scene cancellate)
- La porta proibita (Jane Eyre), regia di Robert Stevenson (1943)
- Il pensionante (The Lodger), regia di John Brahm (1944)
- Tra due mondi (Between Two Worlds), regia di Edward A. Blatt (1944)
- Le chiavi del paradiso (The Keys of the Kingdom), regia di John M. Stahl (1944)
- Io ho ucciso (The Strange Affair of Uncle Harry), regia di Robert Siodmak (1945)
- Kitty, regia di Mitchell Leisen (1945)
- La scala a chiocciola (The Spiral Staircase), regia di Robert Siodmak (1945)
- Fra le tue braccia (Cluny Brown), regia di Ernst Lubitsch (1946)
- L'America dei Dorsey (The Fabulous Dorsey), regia di Alfred E. Green (1947)
- La sfinge del male (Ivy), regia di Sam Wood (1947)
- Come nacque il nostro amore (Mother Wore Tights), regia di Walter Lang (1947)
- Il lutto si addice ad Elettra (Mourning Becomes Electra), regia di Dudley Nichols (1947)
- My Wild Irish Rose, regia di David Butler (1947)
- Man from Texas, regia di Leigh Jason (1948)
- Il bacio di Venere (One Touch of Venus), regia di William A. Seiter (1948)
- La ragazza di Manhattan (The Girl from Manhattan), regia di Alfred E. Green (1948)
- Delitto senza peccato (The Accused), regia di William Dieterle (1949)
- Il ritorno di Lassie (Challenge to Lassie), regia di Richard Thorpe (1949)
- Dodici lo chiamano papà (Cheaper by the Dozen), regia di Walter Lang (1950)
- Sierra, regia di Alfred E. Green (1950)

## Doppiatrici italiane
- Lola Braccini in Il dottor Jekyll e Mr. Hyde, Delitto senza peccato
- Mignon Cocco in Fra le tue braccia, La sfinge del male
- Alina Moradei in Lady Hamilton (ridoppiaggio),[4] Dodici lo chiamano papà (ridoppiaggio)
- Anita Farra in Com'era verde la mia valle
- Giovanna Scotto in Patrizia e il dittatore
- Clara Ristori in Sono un disertore
- Maria Saccenti in La porta proibita
- Amina Pirani Maggi in La scala a chiocciola
- Liliana Jovino in Il dottor Jekyll e Mr. Hyde (ridoppiaggio)

## Riconoscimenti
- Premi Oscar 1942 – Candidatura all'Oscar alla miglior attrice non protagonista per Com'era verde la mia valle